# Eliminatórias da Copa do Mundo FIFA de 2018 - Ásia (segunda fase)
Esta página apresenta os resultados das partidas da segunda fase das eliminatórias asiáticas para a Copa do Mundo FIFA de 2018. Foi disputada entre 24 de maio de 2015 até 29 de março de 2016.

## Formato
Um total de 40 equipes (ranqueadas entre 1–40 e os seis vencedores da primeira fase) serão divididos em oito grupos com cinco equipes cada. Os vencedores de cada e os quatro segundo melhores colocados avançam a terceira fase.

## Chaveamento
O sorteio para esta fase ocorreu em 14 de abril de 2015 na sede da Confederação Asiática de Futebol em Kuala Lumpur na Malásia.
O chaveamento foi baseado no Ranking da FIFA de abril de 2015 (mostrado nos parênteses abaixo). Os 40 times serão divididos em cinco potes.
- Pote 1 contem as equipes ranqueadas entre 1–8.
- Pote 2 contem as equipes ranqueadas entre 9–16.
- Pote 3 contem as equipes ranqueadas entre 17–24.
- Pote 4 contem as equipes ranqueadas entre 25–32.
- Pote 5 contem as equipes ranqueadas entre 33–40.

Cada grupo irá conter um time de cada um dos cinco potes.
Abaixo segue as equipes classificadas para esta fase ordenadas pelo ranking da FIFA de janeiro de 2015.
| Pote 1 | Pote 2 | Pote 3 | Pote 4 | Pote 5 |
| --- | --- | --- | --- | --- |
| - Irã (40) - Japão (50) - Coreia do Sul (57) - Austrália (63) - Emirados Árabes Unidos (68) - Uzbequistão (73) - China (82) - Iraque (86) | - Arábia Saudita (95) - Omã (97) - Catar (99) - Jordânia (103) - Bahrein (108) - Vietnã (125) - Síria (126) - Kuwait (127) | - Afeganistão (135) - Filipinas (139) - Palestina (140) - Maldivas (141) - Tailândia (142) - Tadjiquistão (143) - Líbano (144) - Índia (147) | - Timor-Leste (152) - Quirguistão (153) - Coreia do Norte (157) - Myanmar (158) - Turcomenistão (159) - Indonésia (159) - Singapura (162) - Butão (163) | - Malásia (164) - Hong Kong (167) - Bangladesh (167) - Iêmen (170) - Guam (175) - Laos (178) - Camboja (179) - Taipé Chinês (179) |

## Grupos
|  | Equipes qualificadas para a terceira fase e para a Copa da Ásia de 2019                                                            |
|  | Equipes qualificadas para a terceira fase e para a Copa da Ásia de 2019, a depender do critério de melhor colocado.                |
|  | Equipes qualificadas para a terceira rodada de qualificação da Copa da Ásia de 2019.                                               |
|  | Equipes qualificadas para a terceira rodada de qualificação ou a para a fase de play-off de qualificação da C opa da Ásia de 2019. |
|  | Equipes qualificadas para a fase de play-off de qualificação da Copa da Ásia de 2019.                                              |

### Grupo A
| Pos | Equipe                 | Pts | J | V | E | D | GP | GC | SG  | Classificado                                                                          |  | KSA  | UAE | PLE | MAS  | TLS |
| --- | ---------------------- | --- | - | - | - | - | -- | -- | --- | ------------------------------------------------------------------------------------- |  | ---- | --- | --- | ---- | --- |
| 1   | Arábia Saudita         | 20  | 8 | 6 | 2 | 0 | 28 | 4  | +24 | Equipes qualificadas para a terceira fase e para a Copa da Ásia de 2019               |  | —    | 2–1 | 3–2 | 2–0  | 7–0 |
| 2   | Emirados Árabes Unidos | 17  | 8 | 5 | 2 | 1 | 27 | 4  | +23 | Equipes qualificadas para a terceira fase e para a Copa da Ásia de 2019               |  | 1–1  | —   | 2–0 | 10–0 | 8–0 |
| 3   | Palestina              | 14  | 8 | 4 | 2 | 2 | 24 | 5  | +19 | Equipes qualificadas para a terceira rodada de qualificação da Copa da Ásia de 2019.  |  | 0–0  | 0–0 | —   | 6–0  | 7–0 |
| 4   | Malásia                | 6   | 8 | 2 | 0 | 6 | 7  | 29 | −22 | Equipes qualificadas para a fase de play-off de qualificação da Copa da Ásia de 2019. |  | 0–3  | 1–2 | 0–6 | —    | 3–0 |
| 5   | Timor-Leste            | 0   | 8 | 0 | 0 | 8 | 0  | 44 | −44 | Equipes qualificadas para a fase de play-off de qualificação da Copa da Ásia de 2019. |  | 0–10 | 0–3 | 0–3 | 0–3  | —   |

1. ↑  Os Emirados Árabes Unidos se classificaram para a Copa da Ásia como país anfitrião.
2. 1 2 3 4 5 6  Timor-Leste perdeu cinco partidas da fase de grupos devido a vários jogadores inelegíveis [8] Os resultados originais foram: Malásia 1–1 Timor-Leste; Timor-Leste 0–1 Emirados Árabes Unidos; Arábia Saudita 7–0 Timor-Leste; Timor-Leste 1–1 Palestina; Timor-Leste 0–1 Malásia.
3. ↑  A partida Malásia x Arábia Saudita foi premiada em 0–3, depois de ser abandonada em 1–2 depois que um grupo de torcedores jogou objetos no campo.[6][7]

| 11 de junho de 2015 | Malásia  | 3 – 0[O]  | Timor-Leste | Estádio Nacional Bukit Jalil, Kuala Lumpur |
| 20:45 (UTC+8)       | Sali 34' | Relatório | Saro 90+3'  | Público: 5 000 Árbitro: AUS Jarred Gillett |

| 11 de junho de 2015[A] | Arábia Saudita                       | 3 – 2     | Palestina                    | Estádio Príncipe Mohamed bin Fahd, Dammam         |
| 18:00 (UTC+3)          | Al-Shehri 6' · Al-Sahlawi 47', 90+3' | Relatório | Tamburrini 51' · Jadue 90+2' | Público: 4 820 Árbitro: QAT Abdulrahman Al-Jassim |

| 16 de junho de 2015 | Timor-Leste | 0 – 3[O]  | Emirados Árabes Unidos | Estádio Shah Alam, Shah Alam (Malásia)[B] |
| 16:00 (UTC+8)       |             | Relatório | Abdulrahman 80'        | Público: 200 Árbitro: CHN Ma Ning         |

| 16 de junho de 2015 | Malásia | 0 – 6     | Palestina                                                       | Estádio Nacional Bukit Jalil, Kuala Lumpur |
| 20:45 (UTC+8)       |         | Relatório | Al-Batat 9' · Maraaba 22', 75' · Seyam 41', 89' · Abuhammad 63' | Público: 3 000 Árbitro: KOR Kim Sang-Woo   |

| 3 de setembro de 2015 | Emirados Árabes Unidos                                                                  | 10 – 0    | Malásia | Estádio Mohammed Bin Zayed, Abu Dhabi             |
| 19:15 (UTC+4)         | Salem 16' · Mabkhout 22', 33', 75' · Khalil 24', 29', 71', 78' · Fardan 25' · Ahmed 39' | Relatório |         | Público: 7 822 Árbitro: QAT Abdulrahman Al-Jassim |

| 3 de setembro de 2015 | Arábia Saudita                                                                                 | 7 – 0     | Timor-Leste | Estádio Cidade do Esporte Rei Abdullah, Jidá |
| 20:40 (UTC+3)         | Al-Shehri 2' · Al-Sahlawi 23' (pen), 26', 71' · Al-Faraj 30' · Al-Jassim 32' · Al-Muwallad 74' | Relatório |             | Público: 11 093 Árbitro: KGZ Timur Faizullin |

| 8 de setembro de 2015 | Malásia   | 0 – 3 Suspenso[C] | Arábia Saudita                 | Estádio Shah Alam, Shah Alam             |
| 20:45 (UTC+8)         | Rahim 70' | Relatório         | Al-Jassim 73' · Al-Sahlawi 76' | Público: 7 000 Árbitro: HKG Liu Kwok Man |

| 8 de setembro de 2015 | Palestina | 0 – 0     | Emirados Árabes Unidos | Estádio Faisal Al-Husseini, Al-Ram        |
| 17:00 (UTC+3)         |           | Relatório |                        | Público: 15 000 Árbitro: IRQ Ali Al Qaysi |

| 8 de outubro de 2015 | Timor-Leste | 0 – 3[O]  | Palestina        | Estádio Nacional, Díli                   |
| 16:00 (UTC+9)        | Saro 54'    | Relatório | Abu Nahyeh 90+2' | Público: 2 000 Árbitro: KOR Kim Dong-Jin |

| 8 de outubro de 2015 | Arábia Saudita            | 2 – 1     | Emirados Árabes Unidos | Estádio Cidade do Esporte Rei Abdullah, Jidá                    |
| 20:00 (UTC+3)        | Al-Sahlawi 44', 90' (pen) | Relatório | Khalil 18'             | Público: 32 482 Árbitro: SIN Muhammad Taqi Aljaafari Bin Jahari |

| 13 de outubro de 2015 | Timor-Leste | 0 – 3[O]  | Malásia    | Estádio Nacional, Díli                  |
| 16:00 (UTC+9)         |             | Relatório | Yahyah 10' | Público: 2 500 Árbitro: KOR Kim Hee-Gon |

| 9 de novembro de 2015[A] | Palestina | 0 – 0     | Arábia Saudita | Estádio Internacional de Amã, Amã (Jordânia)[A] |
| 16:00 (UTC+2)            |           | Relatório |                | Público: 10 000 Árbitro: JOR Adham Makhadmeh    |

| 12 de novembro de 2015 | Palestina                                                               | 6 – 0     | Malásia | Estádio Internacional de Amã, Amã (Jordânia)[A] |
| 16:00 (UTC+2)          | Cantillana 37' · Abu Nahyeh 38', 45', 58' · Seyam 88' · Ihbeisheh 90+2' | Relatório |         | Público: 9 772 Árbitro: OMA Ahmed Al-Kaf        |

| 12 de novembro de 2015 | Emirados Árabes Unidos                                                         | 8 – 0     | Timor-Leste | Estádio Mohammed Bin Zayed, Abu Dhabi    |
| 18:15 (UTC+4)          | Mabkhout 15', 21' · Khalil 43', 53' (pen), 56', 58' · Mousa 54' · Al Hasmi 87' | Relatório |             | Público: 7 870 Árbitro: IRN Mohsen Torky |

| 17 de novembro de 2015 | Timor-Leste | 0 – 10    | Arábia Saudita | Estádio Nacional, Díli                    |
| 16:00 (UTC+9)          |             | Relatório | Al-Sahlawi 30' (pen), 42', 56' (pen), 71', 88' · Hawsawi 33' · Al-Shehri 35' · Al-Jassim 85' · Hazazi 90' · Al-Muwallad 90+2' | Público: 2 000 Árbitro: AUS Alan Milliner |

| 17 de novembro de 2015 | Malásia      | 1 – 2     | Emirados Árabes Unidos       | Estádio Shah Alam, Shah Alam         |
| 20:45 (UTC+8)          | Bakhtiar 59' | Relatório | Abdulrahman 22' · Khalil 52' | Público: 0 Árbitro: JPN Masaaki Toma |

| 24 de março de 2016 | Emirados Árabes Unidos            | 2 – 0     | Palestina | Estádio Mohammed Bin Zayed, Abu Dhabi          |
| 19:00 (UTC+4)       | Al Hammadi 32' · Khalil 60' (pen) | Relatório |           | Público: 15 822 Árbitro: AUS Benjamin Williams |

| 24 de março de 2016 | Arábia Saudita                 | 2 – 0     | Malásia | Estádio Cidade do Esporte Rei Abdullah, Jidá |
| 20:30 (UTC+3)       | Al-Sahlawi 50' · Al-Jassim 74' | Relatório |         | Público: 34 839 Árbitro: KOR Kim Dong-jin    |

| 29 de março de 2016 | Palestina                                                                    | 7 – 0     | Timor-Leste | Estádio Internacional Dora, Hebrom                 |
| 17:00 (UTC+3)       | Ihbeisheh 2' · Cantillana 18', 66' · Pinto 32', 39' · Awad 77' · Bahdari 90' | Relatório |             | Público: 6 000 Árbitro: SRI Hettikamkanamge Perera |

| 29 de março de 2016 | Emirados Árabes Unidos | 1 – 1     | Arábia Saudita | Estádio Mohammed Bin Zayed, Abu Dhabi        |
| 19:00 (UTC+4)       | Abdulrahman 52'        | Relatório | Al-Jassim 24'  | Público: 32 325 Árbitro: BHR Nawaf Shukralla |

Notas
- A. ^  As partidas entre Arábia Saudita e Palestina foram trocadas após a Arábia Saudita citar "condições excepcionais" pela sua incapacidade de viajar a Cisjordânia.[9] A partida de volta, que seria originalmente disputada em 13 de outubro de 2015 no Estádio Internacional Faisal Al-Husseini em Al-Ram, foi adiada devido a recusa da Arábia Saudita a passar pelas fronteiras controladas por Israel,[10] até o processo de chegar a um acordo sobre o local ser concluído.[11] Em 21 de outubro de 2015 foi decidido que a partida seria disputada em 5 de novembro de 2015.[12] Porém, em 4 de novembro de 2015 foi decidido pelo Painel Emergencial da FIFA que a partida deveria ser disputada em um campo neutro após as autoridades Palestinas não garantirem mais a segurança para a partida contra a Árabia Saudita e a Malásia. A partida foi disputada em 9 de novembro de 2015 no Estádio Internacional de Amã em Amã, Jordânia.[13][14]

- B. ^  O Timor-Leste disputou a sua partida como mandante contra os Emirados Árabes Unidos na Malásia devido a falta de um estádio adequado em Díli.[15]

- C. ^  O jogo entre Malásia e Arábia Saudita foi abandonado durante o minuto 87 após um grupo de torcedores atirar objetos em direção do campo. No momento do abandono o placar estava 2–1 para a Arábia Saudita. Em 5 de outubro de 2015, a FIFA decidiu que o jogo foi declarado como perdido por desistência pela Malásia (0–3). Como punição a Malásia teve que mandar o seu próximo jogo em casa contra os Emirados Árabes Unidos com os portões fechados.[16][17]

- O. ^  Partidas anuladas devido a escalação irregular dos jogadores de Timor-Leste.[18]

### Grupo B
| Pos | Equipe       | Pts | J | V | E | D | GP | GC | SG  | Classificado                                                                          |  | AUS | JOR | KGZ | TJK | BAN |
| --- | ------------ | --- | - | - | - | - | -- | -- | --- | ------------------------------------------------------------------------------------- |  | --- | --- | --- | --- | --- |
| 1   | Austrália    | 21  | 8 | 7 | 0 | 1 | 29 | 4  | +25 | Equipes qualificadas para a terceira fase e para a Copa da Ásia de 2019               |  | —   | 5–1 | 3–0 | 7–0 | 5–0 |
| 2   | Jordânia     | 16  | 8 | 5 | 1 | 2 | 21 | 7  | +14 | Equipes qualificadas para a terceira rodada de qualificação da Copa da Ásia de 2019.  |  | 2–0 | —   | 0–0 | 3–0 | 8–0 |
| 3   | Quirguistão  | 14  | 8 | 4 | 2 | 2 | 10 | 8  | +2  | Equipes qualificadas para a terceira rodada de qualificação da Copa da Ásia de 2019.  |  | 1–2 | 1–0 | —   | 2–2 | 2–0 |
| 4   | Tadjiquistão | 5   | 8 | 1 | 2 | 5 | 9  | 20 | −11 | Equipes qualificadas para a fase de play-off de qualificação da Copa da Ásia de 2019. |  | 0–3 | 1–3 | 0–1 | —   | 5–0 |
| 5   | Bangladesh   | 1   | 8 | 0 | 1 | 7 | 2  | 32 | −30 | Equipes qualificadas para a fase de play-off de qualificação da Copa da Ásia de 2019. |  | 0–4 | 0–4 | 1–3 | 1–1 | —   |

| 11 de junho de 2015 | Bangladesh    | 1 – 3     | Quirguistão                                | Estádio Nacional Bangabandhu, Daca         |
| 15:00 (UTC+6)       | Bernhardt 32' | Relatório | Zemlianukhin 9', 41' · Bernhardt 29' (pen) | Público: 10 000 Árbitro: SIN Sukhbir Singh |

| 11 de junho de 2015 | Tadjiquistão  | 1 – 3     | Jordânia                   | Estádio Pamir, Duchambé                   |
| 20:00 (UTC+5)       | Dzhalilov 67' | Relatório | Abdel-Fattah 29', 64', 88' | Público: 19 000 Árbitro: IRN Mohsen Torky |

| 16 de junho de 2015 | Bangladesh | 1 – 1     | Tadjiquistão   | Estádio Nacional Bangabandhu, Daca      |
| 17:00 (UTC+6)       | Hasan 50'  | Relatório | Fatkhuloev 87' | Público: 12 000 Árbitro: KOR Lee Min-Hu |

| 16 de junho de 2015 | Quirguistão     | 1 – 2     | Austrália            | Estádio Spartak, Bisqueque                   |
| 20:00 (UTC+6)       | Mirzaliev 90+5' | Relatório | Jedinak 2' · Oar 68' | Público: 18 000 Árbitro: QAT Khamis Al-Marri |

| 3 de setembro de 2015 | Austrália                                        | 5 – 0     | Bangladesh | Perth Oval, Perth                        |
| 19:00 (UTC+8)         | Leckie 6' · Rogić 8', 20' · Burns 29' · Mooy 62' | Relatório |            | Público: 19 495 Árbitro: VIE Võ Minh Trí |

| 3 de setembro de 2015 | Jordânia | 0 – 0     | Quirguistão | Estádio Internacional de Amã, Amã                        |
| 19:00 (UTC+3)         |          | Relatório |             | Público: 5 012 Árbitro: MAS Mohd Amirul Izwan Bin Yaacob |

| 8 de setembro de 2015 | Bangladesh | 0 – 4     | Jordânia                                         | Estádio Nacional Bangabandhu, Daca        |
| 17:00 (UTC+6)         |            | Relatório | Deeb 14' (pen), 57' · Amarah 33' · Al-Bakhit 59' | Público: 12 000 Árbitro: TPE Yu Ming-Hsun |

| 8 de setembro de 2015 | Tadjiquistão | 0 – 3     | Austrália                        | Estádio Pamir, Duchambé                        |
| 18:00 (UTC+5)         |              | Relatório | Milligan 57' · Cahill 74', 90+1' | Público: 19 000 Árbitro: BHR Jameel Abdulhusin |

| 8 de outubro de 2015 | Quirguistão                               | 2 – 2     | Tadjiquistão                      | Estádio Spartak, Bisqueque                     |
| 20:00 (UTC+6)        | Duyshobekov 7' · Zemlianukhin 90+4' (pen) | Relatório | Dzhalilov 65' · Nazarov 71' (pen) | Público: 17 600 Árbitro: IRN Mooud Bonyadifard |

| 8 de outubro de 2015 | Jordânia                                | 2 – 0     | Austrália | Estádio Internacional de Amã, Amã         |
| 17:00 (UTC+3)        | Abdel-Fattah 47' (pen) · Al-Dardour 85' | Relatório |           | Público: 11 462 Árbitro: JPN Masaaki Toma |

| 13 de outubro de 2015 | Quirguistão          | 2 – 0     | Bangladesh | Estádio Spartak, Bisqueque                     |
| 20:00 (UTC+6)         | Lux 27' · Amirov 88' | Relatório |            | Público: 12 000 Árbitro: BHR Jameel Abdulhusin |

| 13 de outubro de 2015 | Jordânia                                 | 3 – 0     | Tadjiquistão | Estádio Internacional de Amã, Amã               |
| 19:00 (UTC+3)         | Al-Dardour 65', 90+4' · Abdel-Fattah 67' | Relatório |              | Público: 15 000 Árbitro: OMA Abdullah Al Hilali |

| 12 de novembro de 2015 | Austrália                                   | 3 – 0     | Quirguistão | Canberra Stadium, Canberra                |
| 20:00 (UTC+11)         | Jedinak 40' (pen) · Cahill 50' · Amirov 70' | Relatório |             | Público: 19 412 Árbitro: KOR Kim Sang-Woo |

| 12 de novembro de 2015 | Tadjiquistão                                                | 5 – 0     | Bangladesh | Estádio Pamir, Duchambé                  |
| 17:00 (UTC+5)          | Dzhalilov 16', 26', 60' · Nazarov 52' (pen) · Umarbayev 74' | Relatório |            | Público: 5 500 Árbitro: IRQ Ali Al Qaysi |

| 17 de novembro de 2015 | Bangladesh | 0 – 4     | Austrália                         | Estádio Nacional Bangabandhu, Daca   |
| 17:30 (UTC+6)          |            | Relatório | Cahill 6', 32', 37' · Jedinak 43' | Público: 19 730 Árbitro: CHN Wang Di |

| 17 de novembro de 2015 | Quirguistão      | 1 – 0     | Jordânia | Estádio Spartak, Bisqueque                      |
| 20:00 (UTC+6)          | Zemlianukhin 48' | Relatório |          | Público: 14 000 Árbitro: TKM Çarymyrat Gurbanow |

| 24 de março de 2016 | Austrália                                                                            | 7 – 0     | Tadjiquistão | Adelaide Oval, Adelaide                     |
| 19:30 (UTC+10:30)   | Luongo 3' · Jedinak 13' (pen) · Milligan 57' (pen) · Burns 67', 87' · Rogic 69', 72' | Relatório |              | Público: 35 439 Árbitro: QAT Fahad Al-Marri |

| 24 de março de 2016 | Jordânia                                                                                              | 8 – 0     | Bangladesh | Estádio Internacional de Amã, Amã                              |
| 14:30 (UTC+2)       | Al-Dardour 7', 23', 40' · Deeb 29' · Al-Rawashdeh 32' · Faisal 63' · Al-Naber 81' · Samir 90+3' (pen) | Relatório |            | Público: 6 000 Árbitro: SIN Muhammad Taqi Aljaafari Bin Jahari |

| 29 de março de 2016 | Austrália                                           | 5 – 1     | Jordânia | Sydney Football Stadium, Sydney             |
| 20:00 (UTC+11)      | Cahill 24', 44' · Mooy 39' · Rogić 53' · Luongo 70' | Relatório | Deeb 90' | Público: 24 915 Árbitro: KOR Kim Jong-hyeok |

| 29 de março de 2016 | Tadjiquistão | 0 – 1     | Quirguistão | Estádio Pamir, Duchambé                 |
| 18:00 (UTC+5)       |              | Relatório | Lux 18'     | Público: 7 500 Árbitro: UZB Aziz Asimov |

### Grupo C
| Pos | Equipe    | Pts | J | V | E | D | GP | GC | SG  | Classificado                                                                          |  | QAT | CHN | HKG | MDV | BHU  |
| --- | --------- | --- | - | - | - | - | -- | -- | --- | ------------------------------------------------------------------------------------- |  | --- | --- | --- | --- | ---- |
| 1   | Catar     | 21  | 8 | 7 | 0 | 1 | 29 | 4  | +25 | Equipes qualificadas para a terceira fase e para a Copa da Ásia de 2019               |  | —   | 1–0 | 2–0 | 4–0 | 15–0 |
| 2   | China     | 17  | 8 | 5 | 2 | 1 | 27 | 1  | +26 | Equipes qualificadas para a terceira fase e para a Copa da Ásia de 2019               |  | 2–0 | —   | 0–0 | 4–0 | 12–0 |
| 3   | Hong Kong | 14  | 8 | 4 | 2 | 2 | 13 | 5  | +8  | Equipes qualificadas para a terceira rodada de qualificação da Copa da Ásia de 2019.  |  | 2–3 | 0–0 | —   | 2–0 | 7–0  |
| 4   | Maldivas  | 6   | 8 | 2 | 0 | 6 | 8  | 20 | −12 | Equipes qualificadas para a fase de play-off de qualificação da Copa da Ásia de 2019. |  | 0–1 | 0–3 | 0–1 | —   | 4–2  |
| 5   | Butão     | 0   | 8 | 0 | 0 | 8 | 5  | 52 | −47 | Equipes qualificadas para a fase de play-off de qualificação da Copa da Ásia de 2019. |  | 0–3 | 0–6 | 0–1 | 3–4 | —    |

| 11 de junho de 2015 | Hong Kong                                                                                           | 7 – 0     | Butão | Estádio Mong Kok, Hong Kong                    |
| 20:00 (UTC+8)       | McKee 19', 57' · Annan 23' · Lo Kwan Yee 30' · Ju Yingzhi 42' · Lam Ka Wai 49' (pen) · Karikari 68' | Relatório |       | Público: 6 326 Árbitro: TKM Çarymyrat Gurbanow |

| 11 de junho de 2015 | Maldivas | 0 – 1     | Catar         | Estádio Nacional, Malé                     |
| 21:00 (UTC+5)       |          | Relatório | Maqsoud 90+8' | Público: 9 000 Árbitro: JPN Yudai Yamamoto |

| 16 de junho de 2015 | Butão | 0 – 6     | China                                                    | Estádio Changlimithang, Thimbu               |
| 18:00 (UTC+6)       |       | Relatório | Yang Xu 45+2', 61', 76' · Wu Lei 55' · Yu Dabao 67', 83' | Público: 10 000 Árbitro: IND Rowan Arumughan |

| 16 de junho de 2015 | Hong Kong                       | 2 – 0     | Maldivas | Estádio Mong Kok, Hong Kong                 |
| 20:00 (UTC+8)       | Xu Deshuai 63' · Lam Ka Wai 67' | Relatório |          | Público: 6 370 Árbitro: JOR Adham Makhadmeh |

| 3 de setembro de 2015 | China | 0 – 0     | Hong Kong | Estádio Bao'an, Shenzhen                      |
| 19:35 (UTC+8)         |       | Relatório |           | Público: 26 173 Árbitro: AUS Strebre Delovski |

| 3 de setembro de 2015 | Catar | 15 – 0    | Butão | Estádio Jassim Bin Hamad, Doha                |
| 19:00 (UTC+3)         | Musa 8', 28' · Kasola 18' · Asadalla 21', 45', 63' · Al Haidos 25', 87' · Muntari 38', 41', 48' · Afif 56' · Khoukhi 62', 70' · Mohammad 75' | Relatório |       | Público: 2 022 Árbitro: JOR Mohammad Abu Loum |

| 8 de setembro de 2015 | Maldivas | 0 – 3     | China                                | Estádio Olímpico, Shenyang (China)[D]      |
| 19:35 (UTC+8)         |          | Relatório | Yu Dabao 8', 57' · Zhang Linpeng 66' | Público: 28 036 Árbitro: SIN Sukhbir Singh |

| 8 de setembro de 2015 | Hong Kong                 | 2 – 3     | Catar                               | Estádio Mong Kok, Hong Kong              |
| 20:00 (UTC+8)         | Bai He 87' · Karikari 89' | Relatório | Boudiaf 22' · Hassan 62' · Musa 84' | Público: 6 396 Árbitro: KOR Kim Sang-Woo |

| 8 de outubro de 2015 | Butão                                    | 3 – 4     | Maldivas                                | Estádio Changlimithang, Thimbu                 |
| 18:00 (UTC+6)        | Dorji 85' · Gyeltshen 88' · Basnet 90+1' | Relatório | Nashid 11' · Ashfaq 23', 23', 57' (pen) | Público: 7 000 Árbitro: BAN Tayab Shamsuzzaman |

| 8 de outubro de 2015 | Catar       | 1 – 0     | China | Estádio Jassim Bin Hamad, Doha           |
| 18:30 (UTC+3)        | Boudiaf 22' | Relatório |       | Público: 7 730 Árbitro: KOR Ko Hyung-Jin |

| 13 de outubro de 2015 | Butão | 0 – 1     | Hong Kong       | Estádio Changlimithang, Thimbu          |
| 18:00 (UTC+6)         |       | Relatório | Chan Siu Ki 89' | Público: 7 280 Árbitro: UZB Aziz Asimov |

| 13 de outubro de 2015 | Catar                                      | 4 – 0     | Maldivas | Estádio Jassim Bin Hamad, Doha            |
| 18:30 (UTC+3)         | Khoukhi 28', 70' · Kasola 68' · Musa 90+2' | Relatório |          | Público: 4 006 Árbitro: OMA Ahmed Al-Kaaf |

| 12 de novembro de 2015 | Maldivas | 0 – 1     | Hong Kong          | Estádio Nacional, Malé                       |
| 15:50 (UTC+5)          |          | Relatório | Paulinho 13' (pen) | Público: 6 050 Árbitro: UAE Ammar Al-Jeneibi |

| 12 de novembro de 2015 | China | 12 – 0    | Butão | Estádio Helong, Changsha                    |
| 19:35 (UTC+8)          | Mei Fang 10' · Yang Xu 13', 22', 38' (pen), 53' · Yu Dabao 16', 39' · Yu Hanchao 35', 73' · Wang Yongpo 67', 82' · Zhang Xizhe 89' | Relatório |       | Público: 27 358 Árbitro: KSA Marai Al-Awaji |

| 17 de novembro de 2015 | Butão | 0 – 3     | Catar                            | Estádio Changlimithang, Thimbu              |
| 18:00 (UTC+6)          |       | Relatório | Muntari 22' · Al-Haidos 36', 90' | Público: 4 128 Árbitro: UZB Ilgiz Tanthasev |

| 17 de novembro de 2015 | Hong Kong | 0 – 0     | China | Estádio Mong Kok, Hong Kong                 |
| 20:00 (UTC+8)          |           | Relatório |       | Público: 6 071 Árbitro: BHR Nawaf Shukralla |

| 24 de março de 2016 | China                                   | 4 – 0     | Maldivas | Wuhan Stadium, Wuhan                   |
| 19:35 (UTC+8)       | Jiang Ning 2', 84', 90+1' · Yang Xu 12' | Relatório |          | Público: 32 618 Árbitro: IRQ Ali Sabah |

| 24 de março de 2016 | Catar                     | 2 – 0     | Hong Kong | Estádio Jassim Bin Hamad, Doha                  |
| 19:00 (UTC+3)       | Al-Haidos 20' · Soria 87' | Relatório |           | Público: 10 170 Árbitro: KGZ Dmitriy Mashentsev |

| 29 de março de 2016 | China                        | 2 – 0     | Catar | Estádio Província Shaanxi, Xian                       |
| 20:15 (UTC+8)       | Huang Bowen 57' · Wu Lei 88' | Relatório |       | Público: 46 718 Árbitro: MAS Mohd Amirul Izwan Yaacob |

| 29 de março de 2016 | Maldivas                                            | 4 – 2     | Butão                          | Estádio Nacional, Malé                   |
| 21:00 (UTC+5)       | Asadhulla 37' · Ashfaq 81' (pen), 90+4' · Niyaz 87' | Relatório | Gyeltshen 7' · Dorji 48' (pen) | Público: 4 102 Árbitro: KOR Kim Sang-woo |

Notas
- D. ^  Maldivas disputou a sua partida como mandante contra a China na China devido às más condições do seu Estádio Nacional.[19]

### Grupo D
| Pos | Equipe         | Pts | J | V | E | D | GP | GC | SG  | Classificado                                                                          |  |     |     |     |     |     |
| --- | -------------- | --- | - | - | - | - | -- | -- | --- | ------------------------------------------------------------------------------------- |  | --- | --- | --- | --- | --- |
| 1   | Irã            | 20  | 8 | 6 | 2 | 0 | 26 | 3  | +23 | Equipes qualificadas para a terceira fase e para a Copa da Ásia de 2019               |  | —   | 2–0 | 3–1 | 6–0 | 4–0 |
| 2   | Omã            | 14  | 8 | 4 | 2 | 2 | 11 | 7  | +4  | Equipes qualificadas para a terceira rodada de qualificação da Copa da Ásia de 2019.  |  | 1–1 | —   | 3–1 | 1–0 | 3–0 |
| 3   | Turquemenistão | 13  | 8 | 4 | 1 | 3 | 10 | 11 | −1  | Equipes qualificadas para a terceira rodada de qualificação da Copa da Ásia de 2019.  |  | 1–1 | 2–1 | —   | 1–0 | 2–1 |
| 4   | Guam           | 7   | 8 | 2 | 1 | 5 | 3  | 16 | −13 | Equipes qualificadas para a terceira rodada de qualificação da Copa da Ásia de 2019.  |  | 0–6 | 0–0 | 1–0 | —   | 2–1 |
| 5   | Índia          | 3   | 8 | 1 | 0 | 7 | 5  | 18 | −13 | Equipes qualificadas para a fase de play-off de qualificação da Copa da Ásia de 2019. |  | 0–3 | 1–2 | 1–2 | 1–0 | —   |

1. ↑  A FIFA concedeu ao Irã uma vitória por 3 a 0 como resultado da Índia colocar em campo o jogador inelegível Eugeneson Lyngdoh[20] A partida inicialmente terminou em 3 a 0 para o Irã.

| 11 de junho de 2015 | Guam           | 1 – 0     | Turcomenistão | Centro de Treinamento da Federação de Guam, Dededo |
| 16:15 (UTC+10)      | Annaorazow 12' | Relatório |               | Público: 3 000 Árbitro: CHN Wang Di                |

| 11 de junho de 2015 | Índia       | 1 – 2     | Omã                          | Estádio Sree Kanteerava, Bangalore        |
| 19:00 (UTC+5:30)    | Chhetri 26' | Relatório | Said 1' · Al-Hosni 40' (pen) | Público: 19 312 Árbitro: KOR Ko Hyung-Jin |

| 16 de junho de 2015 | Guam                       | 2 – 1     | Índia         | Centro de Treinamento da Federação de Guam, Dededo |
| 16:15 (UTC+10)      | McDonald 37' · Nicklaw 62' | Relatório | Chhetri 90+3' | Público: 3 277 Árbitro: VIE Võ Minh Trí            |

| 16 de junho de 2015 | Turcomenistão  | 1 – 1     | Irã       | Estádio Sport Toplumy, Daşoguz                 |
| 18:00 (UTC+5)       | Mingazow 45+1' | Relatório | Azmoun 4' | Público: 10 000 Árbitro: BHR Jameel Abdulhusin |

| 3 de setembro de 2015 | Irã                                                                | 6 – 0     | Guam | Estádio Azadi, Teerã                         |
| 19:00 (UTC+4:30)      | Dejagah 10' (pen) · Taremi 31', 65' · Azmoun 34', 41' · Torabi 89' | Relatório |      | Público: 11 232 Árbitro: QAT Khamis Al-Marri |

| 3 de setembro de 2015 | Omã                                   | 3 – 1     | Turcomenistão | Estádio de Seebe, Seebe                         |
| 19:00 (UTC+4)         | Saleh 7' · Saparow 11' · Al-Hosni 59' | Relatório | Amanow 83'    | Público: 7 500 Árbitro: SIN Muhammad Bin Jahari |

| 8 de setembro de 2015 | Guam | 0 – 0     | Omã | Centro de Treinamento da Federação de Guam, Dededo |
| 16:00 (UTC+10)        |      | Relatório |     | Público: 2 239 Árbitro: JPN Hiroyuki Kimura        |

| 8 de setembro de 2015 | Índia | 0 – 3     | Irã                                      | Estádio Sree Kanteerava, Bangalore            |
| 19:00 (UTC+5:30)      |       | Relatório | Azmoun 29' · Teymourian 47' · Taremi 50' | Público: 14 500 Árbitro: UAE Ammar Al-Jeneibi |

| 8 de outubro de 2015 | Turcomenistão          | 2 – 1     | Índia          | Estádio Köpetdag, Asgabate                    |
| 18:00 (UTC+5)        | Abylow 9' · Amanow 60' | Relatório | Lalpekhlua 29' | Público: 20 100 Árbitro: SYR Masoud Tufaylieh |

| 8 de outubro de 2015 | Omã             | 1 – 1     | Irã          | Complexo Esportivo Sultão Qaboos, Mascate       |
| 18:30 (UTC+4)        | Al-Mukhaini 52' | Relatório | Hosseini 71' | Público: 12 400 Árbitro: UZB Valentin Kovalenko |

| 13 de outubro de 2015 | Turcomenistão | 1 – 0     | Guam | Estádio Köpetdag, Asgabate                    |
| 18:00 (UTC+5)         | Abylow 16'    | Relatório |      | Público: 20 200 Árbitro: KSA Turki Al-Khudair |

| 13 de outubro de 2015 | Omã                                   | 3 – 0     | Índia | Complexo Esportivo Sultão Qaboos, Mascate   |
| 18:30 (UTC+4)         | Al-Mahaijri 55' · Al-Muqbali 67', 84' | Relatório |       | Público: 11 000 Árbitro: QAT Fahad Al-Marri |

| 12 de novembro de 2015 | Irã                                                 | 3 – 1     | Turcomenistão | Estádio Azadi, Teerã                      |
| 15:00 (UTC+3:30)       | Pouraliganji 6' · Ezatolahi 64' · Dejagah 83' (pen) | Relatório | Saparow 62'   | Público: 35 800 Árbitro: KOR Kim Dong-Jin |

| 12 de novembro de 2015 | Índia        | 1 – 0     | Guam | Estádio Sree Kanteerava, Bangalore        |
| 19:00 (UTC+5:30)       | R. Singh 11' | Relatório |      | Público: 6 277 Árbitro: AUS Jarred Gillet |

| 17 de novembro de 2015 | Guam | 0 – 6     | Irã                                                                                  | Centro de Treinamento da Federação de Guam, Dededo |
| 15:30 (UTC+10)         |      | Relatório | Taremi 12', 63' · Kamyabinia 30' · Rezaeian 49' · Shojaei 51' (pen) · Ansarifard 53' | Público: 2 087 Árbitro: HKG Ho Wai Sing            |

| 17 de novembro de 2015 | Turcomenistão               | 2 – 1     | Omã             | Estádio Köpetdag, Asgabate           |
| 18:00 (UTC+5)          | Geworkýan 40' · Muhadow 67' | Relatório | Al-Ghassani 70' | Público: 23 100 Árbitro: CHN Ma Ning |

| 24 de março de 2016 | Irã                                                         | 4 – 0     | Índia | Estádio Azadi, Teerã                     |
| 19:00 (UTC+4:30)    | Hajsafi 33' (pen), 66' (pen) · Azmoun 61' · Jahanbakhsh 78' | Relatório |       | Público: 29 160 Árbitro: VIE Võ Minh Trí |

| 24 de março de 2016 | Omã             | 1 – 0     | Guam | Complexo Esportivo Sultão Qaboos, Mascate     |
| 19:00 (UTC+4)       | Al-Mahaijri 53' | Relatório |      | Público: 8 000 Árbitro: BHR Jameel Abdulhusin |

| 29 de março de 2016 | Índia       | 1 – 2     | Turcomenistão           | Estádio Jawaharlal Nehru, Deli              |
| 18:00 (UTC+5:30)    | Jhingan 26' | Relatório | Amanow 48' · Ataýew 70' | Público: 3 111 Árbitro: QAT Khamis Al-Marri |

| 29 de março de 2016 | Irã             | 2 – 0     | Omã | Estádio Azadi, Teerã                     |
| 19:00 (UTC+4:30)    | Azmoun 16', 23' | Relatório |     | Público: 33 850 Árbitro: JPN Minoru Tōjō |

### Grupo E
| Pos | Equipe      | Pts | J | V | E | D | GP | GC | SG  | Classificado                                                                          |  | JPN | SYR | SIN | AFG | CAM |
| --- | ----------- | --- | - | - | - | - | -- | -- | --- | ------------------------------------------------------------------------------------- |  | --- | --- | --- | --- | --- |
| 1   | Japão       | 22  | 8 | 7 | 1 | 0 | 27 | 0  | +27 | Equipes qualificadas para a terceira fase e para a Copa da Ásia de 2019               |  | —   | 5–0 | 0–0 | 5–0 | 3–0 |
| 2   | Síria       | 18  | 8 | 6 | 0 | 2 | 26 | 11 | +15 | Equipes qualificadas para a terceira fase e para a Copa da Ásia de 2019               |  | 0–3 | —   | 1–0 | 5–2 | 6–0 |
| 3   | Singapura   | 10  | 8 | 3 | 1 | 4 | 9  | 9  | 0   | Equipes qualificadas para a terceira rodada de qualificação da Copa da Ásia de 2019.  |  | 0–3 | 1–2 | —   | 1–0 | 2–1 |
| 4   | Afeganistão | 9   | 8 | 3 | 0 | 5 | 8  | 24 | −16 | Equipes qualificadas para a terceira rodada de qualificação da Copa da Ásia de 2019.  |  | 0–6 | 0–6 | 2–1 | —   | 3–0 |
| 5   | Camboja     | 0   | 8 | 0 | 0 | 8 | 1  | 27 | −26 | Equipes qualificadas para a fase de play-off de qualificação da Copa da Ásia de 2019. |  | 0–2 | 0–6 | 0–4 | 0–1 | —   |

| 11 de junho de 2015 | Camboja | 0 – 4     | Singapura                                | Estádio Olímpico, Phnom Penh              |
| 18:30 (UTC+7)       |         | Relatório | Amri 9' · Baharudin 21', 35' · Nawaz 55' | Público: 63 000 Árbitro: HKG Liu Kwok Man |

| 11 de junho de 2015 | Afeganistão | 0 – 6     | Síria                                                                       | Estádio Samen Al-Aeme, Mexed (Irã)[E]       |
| 20:00 (UTC+4:30)    |             | Relatório | Rafe 19', 35' · Ajan 40' · Al Hussain 70' · Malki 75' · Khribin 90+3' (pen) | Público: 7 647 Árbitro: UZB Ilgiz Tantashev |

| 16 de junho de 2015 | Japão | 0 – 0     | Singapura | Estádio Saitama 2002, Saitama               |
| 19:30 (UTC+9)       |       | Relatório |           | Público: 57 533 Árbitro: IRQ Mohanad Sarray |

| 16 de junho de 2015 | Camboja | 0 – 1     | Afeganistão | Estádio Olímpico, Phnom Penh                |
| 18:30 (UTC+7)       |         | Relatório | Zazai 86'   | Público: 55 000 Árbitro: KSA Marai Al-Awaji |

| 3 de setembro de 2015 | Japão                                | 3 – 0     | Camboja | Estádio Saitama 2002, Saitama            |
| 19:26 (UTC+9)         | Honda 28' · Yoshida 50' · Kagawa 61' | Relatório |         | Público: 54 716 Árbitro: KOR Kim Hee-Gon |

| 3 de setembro de 2015 | Síria        | 1 – 0     | Singapura | Complexo Esportivo Sultão Qaboos, Mascate (Omã)[F] |
| 20:00 (UTC+4)         | Al-Jafal 59' | Relatório |           | Público: 100 Árbitro: KUW Yousef Almarzouq         |

| 8 de setembro de 2015 | Camboja | 0 – 6     | Síria                                                              | Estádio Olímpico, Phnom Penh         |
| 18:30 (UTC+7)         |         | Relatório | Khribin 29', 39' · Malki 31' · Maowas 45' · Midani 50' · Omari 81' | Público: 35 000 Árbitro: CHN Wang Di |

| 8 de setembro de 2015 | Afeganistão | 0 – 6     | Japão                                                          | Estádio Azadi, Teerã (Irã)[E]                |
| 16:55 (UTC+4:30)      |             | Relatório | Kagawa 10', 49' · Morishige 35' · Okazaki 57', 60' · Honda 74' | Público: 8 650 Árbitro: QAT Khamis Al Kuwari |

| 8 de outubro de 2015 | Singapura | 1 – 0     | Afeganistão | Estádio Nacional, Singapura             |
| 20:00 (UTC+8)        | Amri 72'  | Relatório |             | Público: 5 400 Árbitro: HKG Chiu-Kok Ng |

| 8 de outubro de 2015 | Síria | 0 – 3     | Japão                                     | Estádio de Seebe, Seebe (Omã)[F]          |
| 17:00 (UTC+4)        |       | Relatório | Honda 55' (pen) · Okazaki 70' · Usami 88' | Público: 680 Árbitro: UZB Ravshan Irmatov |

| 13 de outubro de 2015 | Singapura             | 2 – 1     | Camboja    | Estádio Nacional, Singapura               |
| 20:00 (UTC+8)         | Ramli 17' · Nawaz 47' | Relatório | Suhana 66' | Público: 6 650 Árbitro: KOR Kim Dae-Young |

| 13 de outubro de 2015 | Síria                                  | 5 – 2     | Afeganistão               | Estádio de Seebe, Seebe (Omã)[F]             |
| 20:00 (UTC+4)         | Omari 9', 21', 83' · Maowas 33', 90+1' | Relatório | Amiri 44' · Shayesteh 78' | Público: 200 Árbitro: KGZ Dmitriy Mashentsev |

| 12 de novembro de 2015 | Singapura | 0 – 3     | Japão                                  | Estádio Nacional, Singapura                   |
| 19:15 (UTC+8)          |           | Relatório | Kanazaki 20' · Honda 26' · Yoshida 87' | Público: 33 868 Árbitro: KSA Fahad Al-Mirdasi |

| 12 de novembro de 2015 | Afeganistão                         | 3 – 0     | Camboja | Estádio Takhti, Teerã (Irã)[E]              |
| 15:00 (UTC+3:30)       | Zazai 43' · Amiri 78' · Amani 90+3' | Relatório |         | Público: 2 585 Árbitro: JOR Adham Makhadmeh |

| 17 de novembro de 2015 | Singapura           | 1 – 2     | Síria              | Estádio Nacional, Singapura                |
| 20:00 (UTC+8)          | Baharudin 89' (pen) | Relatório | Khribin 20', 90+3' | Público: 7 468 Árbitro: KOR Kim Jong-Hyeok |

| 17 de novembro de 2015 | Camboja | 0 – 2     | Japão                    | Estádio Olímpico, Phnom Penh         |
| 19:14 (UTC+7)          |         | Relatório | Laboravy 52' · Honda 90' | Público: 29 871 Árbitro: CHN Fu Ming |

| 24 de março de 2016 | Japão                                                                   | 5 – 0     | Afeganistão | Estádio Saitama 2002, Saitama               |
| 19:30 (UTC+9)       | Okazaki 43' · Kiyotake 58' · Mukhammad 63' · Yoshida 74' · Kanazaki 78' | Relatório |             | Público: 48 967 Árbitro: IRQ Mohanad Sarray |

| 24 de março de 2016 | Síria                                                                   | 6 – 0     | Camboja | Estádio de Seebe, Seebe (Omã)[F]      |
| 20:00 (UTC+4)       | Khribin 8', 19' · Kallasi 57' · Makara 71' · Al-Hussain 81' · Malki 85' | Relatório |         | Público: 100 Árbitro: AUS Chris Beath |

| 29 de março de 2016 | Afeganistão             | 2 – 1     | Singapura | Estádio Takhti, Teerã (Irã)[E]       |
| 15:00 (UTC+4:30)    | Amani 39' · Shirdel 79' | Relatório |           | Público: 24 500 Árbitro: CHN Fu Ming |

| 29 de março de 2016 | Japão                                                        | 5 – 0     | Síria | Estádio Saitama 2002, Saitama                |
| 19:34 (UTC+9)       | Al Masri 17' · Kagawa 66', 90' · Honda 86' · Haraguchi 90+3' | Relatório |       | Público: 57 475 Árbitro: IRN Alireza Faghani |

Notas
- E. ^  O Afeganistão disputou suas partidas como mandante no Irã devido a Guerra do Afeganistão.[21]

- F. ^  A Síria disputou suas partidas como mandante em Omã devido a Guerra Civil Síria.[21]

### Grupo F
| Pos | Equipe       | Pts | J | V | E | D | GP | GC | SG  | Classificado |  | THA | IRQ | VIE | TPE |
| --- | ------------ | --- | - | - | - | - | -- | -- | --- | --- |  | --- | --- | --- | --- |
| 1   | Tailândia    | 14  | 6 | 4 | 2 | 0 | 14 | 6  | +8  | Equipes qualificadas para a terceira fase e para a Copa da Ásia de 2019                                                            |  | —   | 2–2 | 1–0 | 4–2 |
| 2   | Iraque       | 12  | 6 | 3 | 3 | 0 | 13 | 6  | +7  | Equipes qualificadas para a terceira fase e para a Copa da Ásia de 2019                                                            |  | 2–2 | —   | 1–0 | 5–1 |
| 3   | Vietnã       | 7   | 6 | 2 | 1 | 3 | 7  | 8  | −1  | Equipes qualificadas para a terceira rodada de qualificação da Copa da Ásia de 2019.                                               |  | 0–3 | 1–1 | —   | 4–1 |
| 4   | Taipé Chinês | 0   | 6 | 0 | 0 | 6 | 5  | 19 | −14 | Equipes qualificadas para a terceira rodada de qualificação ou a para a fase de play-off de qualificação da C opa da Ásia de 2019. |  | 0–2 | 0–2 | 1–2 | —   |

- Em 30 de maio de 2015 a Indonésia foi punida com a desqualificação das eliminatórias após intervenção do governo na federação local.[22]

| 24 de maio de 2015[G] | Tailândia   | 1 – 0     | Vietnã | Estádio Rajamangala, Bangkok                   |
| 19:00 (UTC+7)         | Pokkhao 81' | Relatório |        | Público: 40 500 Árbitro: AUS Benjamin Williams |

| 16 de junho de 2015 | Taipé Chinês | 0 – 2     | Tailândia       | Estádio Municipal de Taipé, Taipé       |
| 19:30 (UTC+8)       |              | Relatório | Dangda 21', 40' | Público: 18 168 Árbitro: KUW Ali Shaban |

| 3 de setembro de 2015 | Iraque                                                               | 5 – 1     | Taipé Chinês     | Estádio Shahid Dastgerdi, Teerã (Irã)[H]      |
| 17:00 (UTC+3:30)      | Kadhim 37' · Hisni 59' · Ghani 80' · Mahmoud 88' · Meram 90+1' (pen) | Relatório | Wen Chih-Hao 86' | Público: 4 200 Árbitro: OMA Yaqoob Abdul Baki |

| 8 de setembro de 2015 | Taipé Chinês      | 1 – 2     | Vietnã                                   | Estádio Municipal de Taipé, Taipé          |
| 19:00 (UTC+8)         | Wu Chun-Ching 83' | Relatório | Đinh Tiến Thành 54' · Trần Phi Sơn 90+3' | Público: 20 239 Árbitro: KOR Kim Dae-Young |

| 8 de setembro de 2015 | Tailândia                           | 2 – 2     | Iraque                  | Estádio Rajamangala, Bangkok              |
| 19:00 (UTC+7)         | Bunmathan 81' (pen) · Tossakrai 83' | Relatório | Meram 34' · Mahmoud 49' | Público: 43 572 Árbitro: JPN Masaaki Toma |

| 8 de outubro de 2015 | Vietnã           | 1 – 1     | Iraque              | Estádio Nacional de Mỹ Đình, Hanói       |
| 19:00 (UTC+7)        | Lê Công Vinh 25' | Relatório | Mahmoud 90+7' (pen) | Público: 10 000 Árbitro: AUS Chris Beath |

| 13 de outubro de 2015 | Vietnã | 0 – 3     | Tailândia                                            | Estádio Nacional de Mỹ Đình, Hanói           |
| 19:00 (UTC+7)         |        | Relatório | Thaweekarn 29' · Đinh Tiến Thành 57' · Bunmathan 70' | Público: 35 000 Árbitro: BHR Nawaf Shukralla |

| 12 de novembro de 2015 | Tailândia                                           | 4 – 2     | Taipé Chinês                     | Estádio Rajamangala, Bangkok                    |
| 19:00 (UTC+7)          | Dangda 41' · Anan 53' · Kraisorn 72' · Chanabut 74' | Relatório | Yaki Yen 3' · Huang Kai-chun 65' | Público: 50 000 Árbitro: KGZ Dmitriy Mashentsev |

| 17 de novembro de 2015 | Taipé Chinês | 0 – 2     | Iraque                   | Estádio Nacional de Kaohsiung, Kaohsiung |
| 19:00 (UTC+8)          |              | Relatório | Ismail 19' · Mahmoud 85' | Público: 11 960 Árbitro: JPN Jumpei Iida |

| 24 de março de 2016 | Vietnã                                            | 4 – 1     | Taipé Chinês     | Estádio Nacional de Mỹ Đình, Hanói           |
| 19:00 (UTC+7)       | Lê Công Vinh 9', 90+1' · Nguyễn Văn Toàn 29', 42' | Relatório | Wu Chun-ching 7' | Público: 18 350 Árbitro: JOR Adham Makhadmeh |

| 24 de março de 2016 | Iraque                    | 2 – 2     | Tailândia                | Estádio Shahid Dastgerdi, Teerã (Irã)[H]          |
| 18:30 (UTC+4:30)    | Kamel 66' · Koravit 90+4' | Relatório | Mongkol 39' · Adisak 86' | Público: 4 000 Árbitro: QAT Abdulrahman Al-Jassim |

| 29 de março de 2016 | Iraque             | 1 – 0     | Vietnã | Estádio Shahid Dastgerdi, Teerã (Irã)[H] |
| 18:30 (UTC+4:30)    | Abdul-Raheem 45+1' | Relatório |        | Público: 2 100 Árbitro: AUS Peter Green  |

Notas
- G. ^  A partida entre Tailândia e Vietnã foi adiantada da data originalmente marcada que era 11 de junho de 2015 devido aos Jogos do Sudeste Asiático de 2015.[23]

- H ^  O Iraque disputou suas partidas como mandante no Irã devido a Guerra Civil Iraquiana.[21]

### Grupo G
| Pos | Equipe        | Pts | J | V | E | D | GP | GC | SG  | Classificado                                                                          |  | KOR | LIB | KUW | MYA | LAO |
| --- | ------------- | --- | - | - | - | - | -- | -- | --- | ------------------------------------------------------------------------------------- |  | --- | --- | --- | --- | --- |
| 1   | Coreia do Sul | 24  | 8 | 8 | 0 | 0 | 27 | 0  | +27 | Equipes qualificadas para a terceira fase e para a Copa da Ásia de 2019               |  | —   | 1–0 | 3–0 | 4–0 | 8–0 |
| 2   | Líbano        | 11  | 8 | 3 | 2 | 3 | 12 | 6  | +6  | Equipes qualificadas para a terceira rodada de qualificação da Copa da Ásia de 2019.  |  | 0–3 | —   | 0–1 | 1–1 | 7–0 |
| 3   | Kuwait        | 10  | 8 | 3 | 1 | 4 | 12 | 10 | +2  | Desqualificada                                                                        |  | 0–1 | 0–0 | —   | 9–0 | 0–3 |
| 4   | Myanmar       | 8   | 8 | 2 | 2 | 4 | 9  | 21 | −12 | Equipes qualificadas para a terceira rodada de qualificação da Copa da Ásia de 2019.  |  | 0–2 | 0–2 | 3–0 | —   | 3–1 |
| 5   | Laos          | 4   | 8 | 1 | 1 | 6 | 6  | 29 | −23 | Equipes qualificadas para a fase de play-off de qualificação da Copa da Ásia de 2019. |  | 0–5 | 0–2 | 0–2 | 2–2 | —   |

| 11 de junho de 2015 | Laos                      | 2 – 2     | Myanmar                              | Estádio Nacional, Vientiane         |
| 19:00 (UTC+7)       | Sayavutthi 81' (pen), 83' | Relatório | Zaw Min Tun 41' · Kyaw Zayar Win 86' | Público: 1 500 Árbitro: CHN Tan Hai |

| 11 de junho de 2015 | Líbano | 0 – 1     | Kuwait     | Estádio Internacional Saida, Sídon              |
| 17:00 (UTC+3)       |        | Relatório | Nasser 86' | Público: 15 215 Árbitro: UZB Valentin Kovalenko |

| 16 de junho de 2015 | Myanmar | 0 – 2     | Coreia do Sul                        | Estádio Rajamangala, Bangkok (Tailândia)[I] |
| 19:00 (UTC+7)       |         | Relatório | Lee Jae-sung 35' · Son Heung-min 68' | Público: 1 090 Árbitro: OMA Ahmed Al-Kaaf   |

| 16 de junho de 2015 | Laos | 0 – 2     | Líbano                   | Estádio Nacional, Vientiane              |
| 19:00 (UTC+7)       |      | Relatório | Ghaddar 4' · Shamsin 75' | Público: 2 500 Árbitro: TPE Yu Ming-Hsun |

| 3 de setembro de 2015 | Coreia do Sul | 8 – 0     | Laos | Estádio Hwaseong, Hwaseong               |
| 20:00 (UTC+9)         | Lee Chung-yong 9' · Son Heung-min 11', 74', 90' · Kwon Chang-hoon 30', 77' · Suk Hyun-jun 58' · Lee Jae-sung 90+3' | Relatório |      | Público: 30 205 Árbitro: JPN Jumpei Iida |

| 3 de setembro de 2015 | Kuwait | 9 – 0     | Myanmar | Estádio Abdullah bin Khalifa, Doha (Catar)[J] |
| 20:00 (UTC+3)         | Nasser 11', 18' · Maqseed 13' · Zayid 46' · Zaw Min Tun 56' · Mashaan 61' · Al-Mutawa 69' (pen), 89', 90+3' | Relatório |         | Público: 550 Árbitro: UZB Aziz Asimov         |

| 8 de setembro de 2015 | Laos | 0 – 2     | Kuwait                           | Estádio Nacional, Vientiane                  |
| 19:00 (UTC+7)         |      | Relatório | Nasser 31' · Al-Mutawa 84' (pen) | Público: 1 300 Árbitro: THA Sivakorn Pu-Udom |

| 8 de setembro de 2015 | Líbano | 0 – 3     | Coreia do Sul                                             | Estádio Internacional Saida, Sídon             |
| 17:00 (UTC+3)         |        | Relatório | Jang Hyun-soo 22' (pen) · Hamam 25' · Kwon Chang-hoon 60' | Público: 5 500 Árbitro: KGZ Dmitriy Mashentsev |

| 8 de outubro de 2015 | Myanmar | 0 – 2     | Líbano                   | Estádio Suphachalasai, Bangkok (Tailândia)[I] |
| 19:00 (UTC+7)        |         | Relatório | Maatouk 28' · Atwi 90+3' | Público: 3 054 Árbitro: MAS Mohd Abdul Wahab  |

| 8 de outubro de 2015 | Kuwait | 0 – 1     | Coreia do Sul    | Estádio Al Kuwait Sports Club, Kuwait        |
| 17:55 (UTC+3)        |        | Relatório | Koo Ja-cheol 13' | Público: 12 350 Árbitro: IRN Alireza Faghani |

| 13 de outubro de 2015 | Myanmar                                      | 3 – 1     | Laos          | Estádio Suphachalasai, Bangkok (Tailândia)[I] |
| 19:00 (UTC+7)         | Suan Lam Mang 13' · Kyaw Ko Ko 32' · Thu 50' | Relatório | Sayavutthi 2' | Público: 6 500 Árbitro: BHR Salah Abbas       |

| 13 de outubro de 2015 | Kuwait | 0 – 0     | Líbano | Estádio Al Kuwait Sports Club, Kuwait         |
| 19:30 (UTC+3)         |        | Relatório |        | Público: 12 150 Árbitro: UAE Ammar Al-Jeneibi |

| 12 de novembro de 2015 | Coreia do Sul                                                             | 4 – 0     | Myanmar | Suwon World Cup Stadium, Suwon               |
| 20:00 (UTC+9)          | Lee Jae-sung 18' · Koo Ja-cheol 30' · Jang Hyun-soo 82' · Nam Tae-hee 86' | Relatório |         | Público: 24 270 Árbitro: QAT Khamis Al-Marri |

| 12 de novembro de 2015 | Líbano                                                                           | 7 – 0     | Laos | Estádio Internacional Saida, Sídon           |
| 17:00 (UTC+2)          | Mohamad 27' · Antar 34' · Chaito 36', 90' · Hamam 42' · Maatouk 59' · Oumari 87' | Relatório |      | Público: 2 000 Árbitro: THA Sivakorn Pu-Udom |

| 17 de novembro de 2015 | Laos | 0 – 5     | Coreia do Sul                                                           | Estádio Nacional, Vientiane                  |
| 19:00 (UTC+7)          |      | Relatório | Ki Sung-yueng 3' (pen), 33' · Son Heung-min 35', 68' · Suk Hyun-jun 44' | Público: 3 000 Árbitro: KSA Turki Alkhudhayr |

| Não disputada[K] | Myanmar | 3 – 0[K]  | Kuwait |  |
|                  |         | Relatório |        |  |

| 24 de março de 2016 | Coreia do Sul         | 1 – 0     | Líbano | Estádio Ansan Wa~, Ansan             |
| 20:00 (UTC+9)       | Lee Jeong-hyeop 90+3' | Relatório |        | Público: 30 532 Árbitro: CHN Ma Ning |

| 29 de março de 2016 | Líbano       | 1 – 1     | Myanmar      | Estádio Internacional Saida, Sídon      |
| 15:00 (UTC+3)       | El-Helwe 88' | Relatório | Aung Thu 73' | Público: 3 470 Árbitro: JPN Jumpei Iida |

| Não disputada[L] | Kuwait | 0 – 3[L]  | Laos |  |
|                  |        | Relatório |      |  |

| Não disputada[L] | Coreia do Sul | 3 – 0[L]  | Kuwait |  |
|                  |               | Relatório |        |  |

Notas
- I. ^  Myanmar disputou suas partidas como mandante na Tailândia devido aos distúrbios provocados pelo público nas Eliminatórias da Copa do Mundo FIFA de 2014.[24]

- J. ^  O Kuwait disputou sua partida como mandante contra Myanmar no Catar por razões não especificadas.[25]

- K. ^  A partida entre Myanmar e Kuwait que seria originalmente disputada em 17 de novembro de 2015 no Estádio Suphachalasai em Bangkok na Tailândia, não foi disputada devido a suspensão da Federação de Futebol do Kuwait dada pela FIFA.[26] Em 13 de janeiro de 2016 a FIFA decidiu que a partida marcada para o dia 17 de novembro foi dada como perdida pelo Kuwait. Desta forma, Myanmar foi dado como vitorioso por um placar de 3–0.[27]

- L. ^  A partida entre Kuwait e Laos que originalmente seria disputada em 24 de março de 2016 às 18:35 UTC+3 no Estádio Al Kuwait Sports Club na Cidade do Kuwait, Kuwait e a partida entre Coreia do Sul e Kuwait que originalmente seria disputada em 29 de março de 2016 às 20:00 UTC+9 no Daegu Stadium em Daegu, Coreia do Sul foram adiadas devido a suspensão dada pela FIFA a Federação de Futebol do Kuwait.[28] Uma nova decisão será tomada pelo Comitê Disciplinário da FIFA.[29] Em 6 de abril de 2016, a FIFA decidiu que estas duas partidas foram dadas como vitória de Laos e da Coreia do Sul, ambas por 3–0.[30]

### Grupo H
| Pos | Equipe          | Pts | J | V | E | D | GP | GC | SG  | Classificado                                                                          |  |     |     |     |     |     |
| --- | --------------- | --- | - | - | - | - | -- | -- | --- | ------------------------------------------------------------------------------------- |  | --- | --- | --- | --- | --- |
| 1   | Uzbequistão     | 21  | 8 | 7 | 0 | 1 | 20 | 7  | +13 | Equipes qualificadas para a terceira fase e para a Copa da Ásia de 2019               |  | —   | 3–1 | 1–0 | 1–0 | 1–0 |
| 2   | Coreia do Norte | 16  | 8 | 5 | 1 | 2 | 14 | 8  | +6  | Equipes qualificadas para a terceira rodada de qualificação da Copa da Ásia de 2019.  |  | 4–2 | —   | 0–0 | 2–0 | 1–0 |
| 3   | Filipinas       | 10  | 8 | 3 | 1 | 4 | 8  | 12 | −4  | Equipes qualificadas para a terceira rodada de qualificação da Copa da Ásia de 2019.  |  | 1–5 | 3–2 | —   | 2–1 | 0–1 |
| 4   | Bahrein         | 9   | 8 | 3 | 0 | 5 | 10 | 10 | 0   | Equipes qualificadas para a terceira rodada de qualificação da Copa da Ásia de 2019.  |  | 0–4 | 0–1 | 2–0 | —   | 3–0 |
| 5   | Iémen           | 3   | 8 | 1 | 0 | 7 | 2  | 17 | −15 | Equipes qualificadas para a fase de play-off de qualificação da Copa da Ásia de 2019. |  | 1–3 | 0–3 | 0–2 | 0–4 | —   |

1. ↑  A FIFA concedeu à Coreia do Norte uma vitória por 3–0 como resultado do Iêmen ter colocado o jogador inelegível Mudir Al-Radaei, depois que a Coreia do Norte derrotou o Iêmen por 1–0. Al-Radaei não cumpriu uma suspensão automática de um jogo por receber dois cartões amarelos no início da Primeira rodada da competição.[31]

| 11 de junho de 2015 | Filipinas                  | 2 – 1     | Bahrein         | Estádio de Esportes das Filipinas, Bocaue |
| 20:00 (UTC+8)       | Bahadoran 50' · Patiño 59' | Relatório | Al Malood 90+3' | Público: 6 000 Árbitro: JPN Jumpei Iida   |

| 11 de junho de 2015 | Iêmen | 0 – 3[M]  | Coreia do Norte | Estádio Suheim Bin Hamad, Doha (Catar)[N]          |
| 19:00 (UTC+3)       |       | Relatório | So Hyon-Uk 71'  | Público: 3 200 Árbitro: SRI Hettikamkanamge Perera |

| 16 de junho de 2015 | Coreia do Norte                                                           | 4 – 2     | Uzbequistão                 | Estádio Kim Il-Sung, Pyongyang                            |
| 17:00 (UTC+9)       | Pak Kwang-Ryong 4' · Jang Kuk-Chol 16' · Ro Hak-Su 34' · Ri Hyok-Chol 36' | Relatório | Ismailov 53' · Rashidov 79' | Público: 42 000 Árbitro: MAS Mohd Amirul Izwan Bin Yaacob |

| 16 de junho de 2015 | Iêmen | 0 – 2     | Filipinas                  | Estádio Suheim Bin Hamad, Doha (Catar)[N]      |
| 19:00 (UTC+3)       |       | Relatório | Bahadoran 52' · Ramsay 74' | Público: 5 200 Árbitro: KGZ Dmitriy Mashentsev |

| 3 de setembro de 2015 | Uzbequistão  | 1 – 0     | Iêmen | Estádio Pakhtakor Markaziy, Tashkent    |
| 19:00 (UTC+5)         | Geynrikh 51' | Relatório |       | Público: 15 000 Árbitro: KOR Lee Min-Hu |

| 3 de setembro de 2015 | Bahrein | 0 – 1     | Coreia do Norte  | Estádio Nacional, Ar Rifa'               |
| 18:40 (UTC+3)         |         | Relatório | Jong Il-Gwan 43' | Público: 9 500 Árbitro: IRN Mohsen Torky |

| 8 de setembro de 2015 | Filipinas   | 1 – 5     | Uzbequistão                                       | Estádio de Esportes das Filipinas, Bocaue |
| 20:00 (UTC+8)         | Schröck 65' | Relatório | Ahmedov 1' · Rashidov 14', 80' · Sergeev 43', 65' | Público: 7 500 Árbitro: AUS Peter Green   |

| 8 de setembro de 2015 | Iêmen | 0 – 4     | Bahrein                                                    | Estádio Grand Hamad, Doha (Catar)[N]       |
| 19:00 (UTC+3)         |       | Relatório | Ali Baba 30' (pen) · Al-Husaini 45' · Omar 66' · Adnan 77' | Público: 421 Árbitro: KSA Turki Alkhudhayr |

| 8 de outubro de 2015 | Coreia do Norte | 0 – 0     | Filipinas | Estádio Kim Il-Sung, Pyongyang       |
| 16:00 (UTC+8:30)     |                 | Relatório |           | Público: 41 000 Árbitro: CHN Ma Ning |

| 8 de outubro de 2015 | Bahrein | 0 – 4     | Uzbequistão                                                 | Estádio Nacional, Ar Rifa'              |
| 18:00 (UTC+3)        |         | Relatório | Sergeev 52' · Ahmedov 57' · Rashidov 66' · Shomurodov 90+5' | Público: 5 000 Árbitro: JPN Minoru Tōjō |

| 13 de outubro de 2015 | Coreia do Norte        | 1 – 0     | Iêmen | Estádio Kim Il-Sung, Pyongyang            |
| 16:00 (UTC+8:30)      | Jong Il-Gwan 12' (pen) | Relatório |       | Público: 41 000 Árbitro: HKG Liu Kwok Man |

| 13 de outubro de 2015 | Bahrein                    | 2 – 0     | Filipinas | Estádio Nacional, Ar Rifa'                 |
| 18:00 (UTC+3)         | Abdullatif 53' · Adnan 61' | Relatório |           | Público: 3 050 Árbitro: IRQ Mohanad Sarray |

| 12 de novembro de 2015 | Filipinas | 0 – 1     | Iêmen         | Rizal Memorial Stadium, Manila          |
| 20:00 (UTC+8)          |           | Relatório | Al-Sarori 83' | Público: 6 478 Árbitro: KOR Kim Hee-Gon |

| 12 de novembro de 2015 | Uzbequistão                              | 3 – 1     | Coreia do Norte | Estádio Pakhtakor Markaziy, Tashkent         |
| 18:00 (UTC+5)          | Sergeev 24' · Geynrikh 66' · Ahmedov 87' | Relatório | Ri Hyok-chol 2' | Público: 27 174 Árbitro: IRN Alireza Faghani |

| 17 de novembro de 2015 | Coreia do Norte                                  | 2 – 0     | Bahrein | Estádio Kim Il-Sung, Pyongyang                    |
| 15:30 (UTC+8:30)       | Pak Kwang-ryong 45+1' (pen) · Jong Il-gwan 90+3' | Relatório |         | Público: 45 000 Árbitro: SIN Muhammadi Bin Jahari |

| 17 de novembro de 2015 | Iêmen           | 1 – 3     | Uzbequistão                              | Estádio Grand Hamad, Doha (Catar)[N]         |
| 18:30 (UTC+3)          | Al-Sarori 90+2' | Relatório | Haydarov 7' · Djeparov 31' · Andreev 50' | Público: 350 Árbitro: OMA Abdullah Al Hilali |

| 24 de março de 2016 | Uzbequistão  | 1 – 0     | Filipinas | Estádio Bunyodkor, Tashkent             |
| 18:00 (UTC+5)       | Ismailov 59' | Relatório |           | Público: 34 000 Árbitro: JPN Ryuji Sato |

| 24 de março de 2016 | Bahrein                                                 | 3 – 0     | Iêmen | Estádio Nacional, Ar Rifa'               |
| 18:30 (UTC+3)       | Abdullatif 32' (pen) · Al-Malood 63' · Al Romaihi 90+2' | Relatório |       | Público: 1 000 Árbitro: OMA Ahmed Al-Kaf |

| 29 de março de 2016 | Filipinas                            | 3 – 2     | Coreia do Norte                     | Rizal Memorial Stadium, Manila               |
| 20:00 (UTC+8)       | Bahadoran 43' · Ott 85' · Ramsay 90' | Relatório | So Kyong-jin 46' · Ri Hyok-chol 48' | Público: 7 350 Árbitro: KSA Fahad Al-Mirdasi |

| 29 de março de 2016 | Uzbequistão  | 1 – 0     | Bahrein | Estádio Bunyodkor, Tashkent                            |
| 18:00 (UTC+5)       | Rashidov 50' | Relatório |         | Público: 34 000 Árbitro: UAE Mohammed Abdulla Mohammed |

Notas
- M. ^  Foi concedida a vitória por 3–0 para a Coreia do Norte, após o Iêmen escalar um jogador irregular.[32]
- N. ^  O Iêmen disputou suas partidas como mandante no Catar devido a Guerra Civil Iemenita.

### Melhores segundos colocados
| Pos | Grp | Equipe                 | Pts | J | V | E | D | GP | GC | SG  | Classificado                                                                        |
| --- | --- | ---------------------- | --- | - | - | - | - | -- | -- | --- | ----------------------------------------------------------------------------------- |
| 1   | F   | Iraque                 | 12  | 6 | 3 | 3 | 0 | 13 | 6  | +7  | Equipes qualificadas para a terceira fase e para a Copa da Ásia de 2019             |
| 2   | E   | Síria                  | 12  | 6 | 4 | 0 | 2 | 14 | 11 | +3  | Equipes qualificadas para a terceira fase e para a Copa da Ásia de 2019             |
| 3   | A   | Emirados Árabes Unidos | 11  | 6 | 3 | 2 | 1 | 16 | 4  | +12 | Equipes qualificadas para a terceira fase e para a Copa da Ásia de 2019             |
| 4   | C   | China                  | 11  | 6 | 3 | 2 | 1 | 9  | 1  | +8  | Equipes qualificadas para a terceira fase e para a Copa da Ásia de 2019             |
| 5   | H   | Coreia do Norte        | 10  | 6 | 3 | 1 | 2 | 10 | 8  | +2  | Equipes qualificadas para a terceira rodada de qualificação da Copa da Ásia de 2019 |
| 6   | B   | Jordânia               | 10  | 6 | 3 | 1 | 2 | 9  | 7  | +2  | Equipes qualificadas para a terceira rodada de qualificação da Copa da Ásia de 2019 |
| 7   | D   | Omã                    | 8   | 6 | 2 | 2 | 2 | 6  | 6  | 0   | Equipes qualificadas para a terceira rodada de qualificação da Copa da Ásia de 2019 |
| 8   | G   | Líbano                 | 5   | 6 | 1 | 2 | 3 | 3  | 6  | −3  | Equipes qualificadas para a terceira rodada de qualificação da Copa da Ásia de 2019 |

1. ↑  Os Emirados Árabes Unidos já se classificaram para a Copa da Ásia como país-sede.

### Melhores quarto colocados
| Pos | Grp | Equipe       | Pts | J | V | E | D | GP | GC | SG  | Classificado                                                                         |
| --- | --- | ------------ | --- | - | - | - | - | -- | -- | --- | ------------------------------------------------------------------------------------ |
| 1   | D   | Guam         | 4   | 6 | 1 | 1 | 4 | 1  | 14 | −13 | Equipes qualificadas para a terceira rodada de qualificação da Copa da Ásia de 2019  |
| 2   | G   | Myanmar      | 4   | 6 | 1 | 1 | 4 | 4  | 18 | −14 | Equipes qualificadas para a terceira rodada de qualificação da Copa da Ásia de 2019  |
| 3   | H   | Bahrein      | 3   | 6 | 1 | 0 | 5 | 3  | 10 | −7  | Equipes qualificadas para a terceira rodada de qualificação da Copa da Ásia de 2019  |
| 4   | E   | Afeganistão  | 3   | 6 | 1 | 0 | 5 | 4  | 24 | −20 | Equipes qualificadas para a terceira rodada de qualificação da Copa da Ásia de 2019  |
| 5   | B   | Tadjiquistão | 1   | 6 | 0 | 1 | 5 | 3  | 19 | −16 | Equipes qualificadas para a fase de play-off de qualificação da Copa da Ásia de 2019 |
| 6   | F   | Taipé Chinês | 0   | 6 | 0 | 0 | 6 | 5  | 19 | −14 | Equipes qualificadas para a fase de play-off de qualificação da Copa da Ásia de 2019 |
| 7   | C   | Maldivas     | 0   | 6 | 0 | 0 | 6 | 0  | 15 | −15 | Equipes qualificadas para a fase de play-off de qualificação da Copa da Ásia de 2019 |
| 8   | A   | Malásia      | 0   | 6 | 0 | 0 | 6 | 1  | 29 | −28 | Equipes qualificadas para a fase de play-off de qualificação da Copa da Ásia de 2019 |